# Museo vulcanologico dell'Osservatorio Vesuviano
Il Museo vulcanologico dell'Osservatorio Vesuviano è un museo di tipo vulcanologico della città di Ercolano, ubicato nella sede storica dell'Osservatorio Vesuviano sulle pendici del Vesuvio alla quota di 608 metri, all'interno del Parco Nazionale.

## Storia
Meta dei visitatori fin dalla fondazione, con il trasferimento a Napoli dei laboratori e del centro di sorveglianza nel 1970, la sede storica del Real Osservatorio Vesuviano fu a completa disposizione della sezione museale e della biblioteca.

## Descrizione
Il Museo è un edificio ottocentesco in stile neoclassico strutturato su tre piani accessibili da due ingressi. La facciata è strutturata su due livelli con ingressi autonomi, di cui uno, al piano nobile, rappresenta l'ingresso monumentale con un pronao delimitato da un colonnato. Dotata di panoramiche terrazze, da cui è possibile osservare il cratere e la colata dell'eruzione del 1944, al primo piano troviamo la Sala Ottagona, mentre al secondo piano c'è la Gran Sala oggi Salone Palmieri, in cui ci sono sei edicole inquadrate da lesene con capitelli e timpani decorati con cornici e iscrizioni in gesso. Il soffitto, decorato da Gennaro Maldarelli, è stato restaurato per salvare i cinque dipinti rimasti dei nove originali. Il percorso espositivo del museo è dislocato su due piani, in cui si articolano nove sale:
- Sala Johnston Lavis
- Sala Hamilton
- Sala Plinio
- Sala Ottagona
- Sala 1944
- Sala Mercalli
- Sala Monticelli
- Sala Protezione Civile
- Sala Wiechert

L'ingresso inferiore porta al primo piano dove sono conservati gli strumenti storici, tra cui i sismoscopi, esposti nelle Sale Mercalli e Wiechert, mentre l'ingresso principale porta al secondo piano. Qui sono stati allestiti l'ufficio del Direttore con telefono e radio d'epoca, la biblioteca, la sala dei minerali vesuviani, la sala degli strumenti meteorologici e la Sala Ottagonale in cui sono esposti il medagliere vesuviano e le ceneri delle varie eruzioni, i due sismografi elettromagnetici di Luigi Palmieri e la sala dei minerali vesuviani.
Un ulteriore spazio espositivo, è ubicato all'aperto nei pressi dell'ingresso principale, dove è possibile osservare alcune bombe vesuviane e rocce a corda.
Il Museo è sede di una mostra permanente sulla storia della vulcanologia e della sorveglianza dei vulcani. Attraverso la proiezione di filmati, illustrazioni, le collezioni di rocce e minerali, strumenti storici, libri e dipinti, è possibile conoscere i tipi di eruzione, la loro pericolosità, la storia dell'Osservatorio Vesuviano e degli scienziati che lo hanno diretto o vi hanno lavorato. Tra i filmati della collezione è compreso quello dei Fratelli Lumière (1898), il primo ed il più antico del mondo riguardante un'eruzione vulcanica, il documentario Eruzione del Vesuvio di Roberto Troncone del 1906 ed i filmati dell'eruzione del 1944 girati dagli alleati della V armata.
È possibile osservare in tempo reale i dati sismici e geochimici registrati dalla rete di sorveglianza dell’Osservatorio Vesuviano.

## Strumenti scientifici
Completano la collezione degli strumenti scientifici, quelli meteorologici di Matteo Tondi, ed ulteriori attrezzature magnetiche, geodetiche e geochimiche, usate per lo studio e la sorveglianza del Vesuvio dall'istituzione dell'Osservatorio.

## Minerali
La raccolta di minerali più antica, andata parzialmente dispersa, risale al 1852, quando Arcangelo Scacchi la acquistò da Teodoro Monticelli per creare appunto una sezione mineralogica. Nel 2011 la sezione si è arricchita grazie alla Donazione Mariano Carati costituita da oltre 440 pezzi, di cui 170 esposti, comprendente 130 delle 270 specie mineralogiche conosciute del Vesuvio, catalogata secondo la Classificazione Strunz. Ulteriori donazioni sono state ricevute dal Gruppo Mineralogico Geologico Napoletano. Si conservano inoltre ceneri di varie eruzioni, di cui le più antiche sono del 1822, esemplari dell'eruzione del 1944 raccolti da Antonio Parascandola e minerali unici al mondo trovati sul vulcano. La sezione mineralogica fu istituita nel 2012.
Tra i materiali conservati si notano aftitalite, alite, avogadrite, cotunnite, dolerofanite, eritrosiderite, galena, rinneite, silvite e tenorite. Alcuni minerali sono stati rilevati solo per brevi periodi e non si sono più osservati, come capitato per la litidionite nel 1873 e per la phillipsite-K, quest'ultima assunta come simbolo della sezione mineralogica.

## Biblioteca
La biblioteca del museo custodisce circa 15 000 volumi, 2 000 documenti e 200 immagini, generalmente a tema vulcanologico. Le opere più antiche sono nove cinquecentine, una decina di volumi del seicento riguardano argomenti dell'eruzione del Vesuvio del 1631. Comprende le collezioni di Teodoro Monticelli (XVII secolo-1860), di Luigi Palmieri (1860-1950) e di Giuseppe Imbò. Completano la raccolta un centinaio di libri del settecento e dell'ottocento i cui autori sono William John Hamilton, Francesco Serao, Ignazio Sorrentino, Giuseppe Mecatti, Gaetano De Bottis e Ascanio Filomarino. Il libro più prezioso risale al 1668 ed è Mundus subterraneus, quo universae denique naturae divitiae del gesuita Athanasius Kircher.

## Gouaches
La collezione comprende 15 gouaches realizzati tra il 1819 ed il 1834, tra cui tre di Odoardo Fischetti.